# 罕龙属
罕龙（学名：Rarosaurus）是海生爬行动物已灭绝的一个属，生存于晚白垩世。属下仅含一个有效种单一罕龙（R. singularis），化石发现于约旦穆瓦卡白垩泥灰岩组。

## 发现与命名
正模标本为带有牙齿的部分吻突，发现于约旦穆瓦卡白垩泥灰岩组（Muwaqqar Chalk Marl Formation）。哈尼·法伊格·卡杜米（Hani Faig Kaddumi）于2006年首次提及该标本，并于2009年将其命名和描述。
属名Rarosaurus意为“稀少的蜥蜴”，指其发现地蛇颈龙类化石稀缺，种名singularis则指其正模标本可能是当地发现的唯一蛇颈龙标本。

## 描述

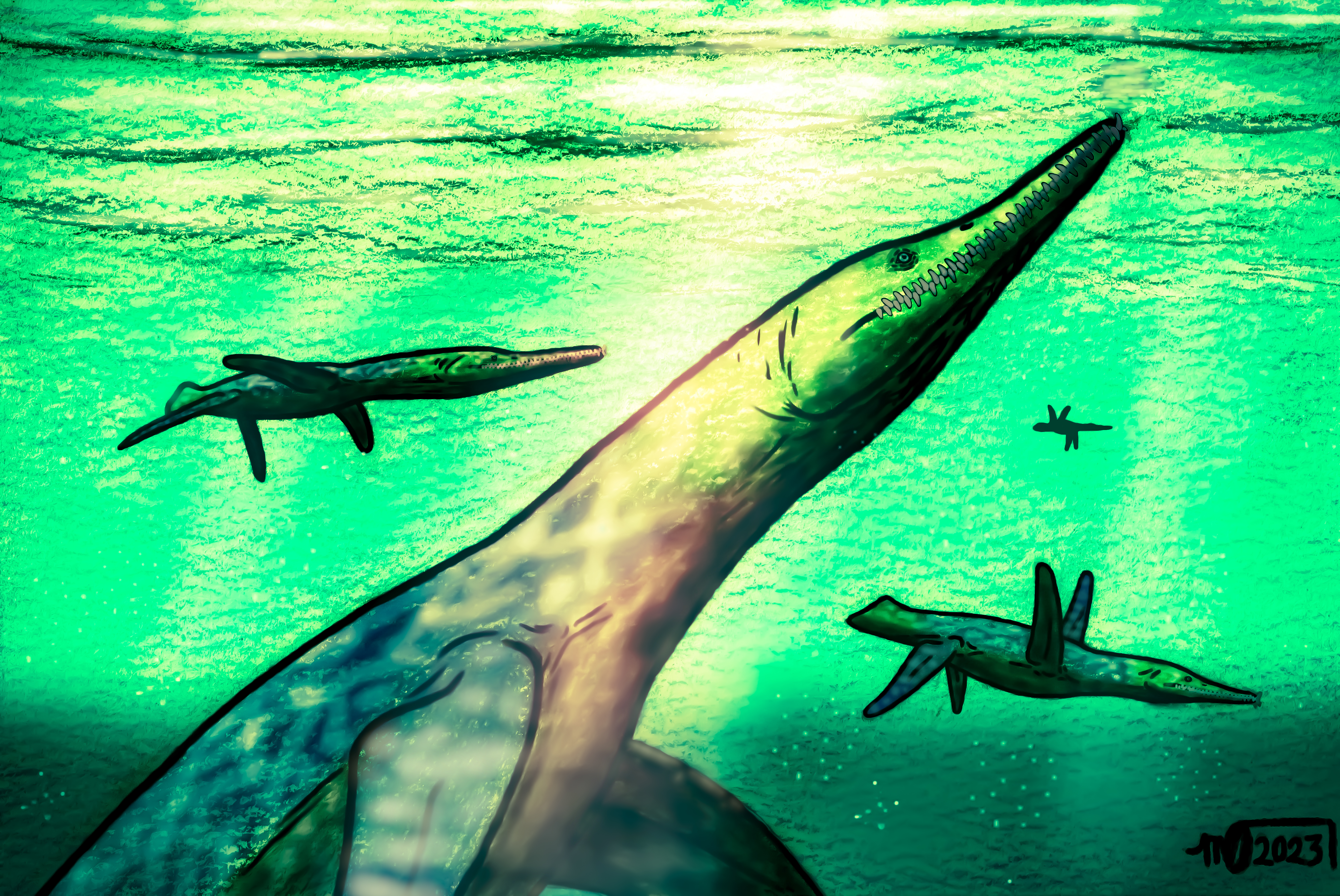
将罕龙描绘成一种双臼椎龙科的复原图

罕龙所知于颅骨化石吻部，其保存完好且含有牙齿。该化石长约20厘米且非常细长。骨骼表面带褶，具有小孔和凹槽。牙齿较短，呈圆锥形；颚部首颗牙齿向前突出很远。
若该分类单元确实为蛇颈龙类，则值得注意的是，它不仅是生存年代最晚的双臼椎龙科，也是目前该科唯一生存于马斯特里赫特阶晚期的成员。然而，阿哈拉比等人于2024年对其蛇颈龙类身份提出质疑，因为罕龙已知特征如“外部骨骼装饰、牙齿排列与植入”事实上均为鳄形超目的典型特征。